# بيل كولدويل
بيل كولدويل (بالإنجليزية: Bill Coldwell)‏ هو لاعب كريكت ومدرب كرة قدم ولاعب كرة قدم بريطاني، ولد في 4 يونيو 1932، وتوفي في 8 ديسمبر 1995 في برستل في المملكة المتحدة. لعب مع نادي ويموث.

## وصلات خارجية
- بيل كولدويل على موقع إي آس بي آن كريك إنفو (الإنجليزية)